# Sabine Zissener
Sabine Zissener (ur. 1 listopada 1970 w Gebhardshain) – niemiecka polityk, posłanka do Parlamentu Europejskiego V kadencji (1999–2004).

## Życiorys
Ukończyła szkołę średnią, pracowała jako asystentka medyczna. W 1992 wstąpiła do Unii Chrześcijańsko-Demokratycznej, zaangażowała się w działalność Junge Union i Frauen-Union, partyjnych organizacji młodzieżowej i kobiecej. Zasiadała w powiatowych władzach partii w Altenkirchen.
W wyborach w 1999 z ramienia CDU uzyskała mandat deputowanej do Parlamentu Europejskiego. Była m.in. członkinią grupy chadeckiej, pracowała głównie w Komisji Kultury, Młodzieży, Edukacji, Mediów i Sportu oraz w Komisji Praw Kobiet i Równouprawnienia. W PE zasiadała do 2004. Później zasiadała w radzie powiatu.